# Victor (Montana)
Victor – jednostka osadnicza w Stanach Zjednoczonych, w stanie Montana, w hrabstwie Ravalli. Liczba ludności wynosiła 745 w 2010 r.

## Historia
Victor został nazwany na cześć wodza Victora z plemienia Salishów Bitterroot, którego właściwe imię brzmiało Xweɫxƛ̣ ̓cín. Wódz Victor spotkał Lewisa i Clarka, gdy miał 15 lat, we wrześniu 1805 roku w Ross' Hole, a później odmówił oddania Doliny Bitterroot terytorium Stanów Zjednoczonych. Po śmierci wodza Victora w 1870 roku, Salishowie zostali zmuszeni do przeniesienia się do rezerwatu Flathead. Miasteczko zostało zasiedlone w 1881 r.

## Gospodarka
Gospodarka ożywiła się w późnych latach 90. XIX wieku dzięki rozwojowi przemysłu drzewnego i przedsiębiorstw rolnych.

## Położenie geograficzne
Victor jest położony na 46°25′2″N 114°8′58″W (46.417213, -114.149547).
Według United States Census Bureau, Victor ma łączną powierzchnię 0,46 mil kwadratowych (1,2 km²).

## Dane demograficzne
Według spisu powszechnego z 2000 roku, w mieście mieszkało 859 osób, 351 gospodarstw domowych i 230 rodzin. Gęstość zaludnienia wynosiła 537,6 osób na milę kwadratową (207,3/km²). 
Było 351 gospodarstw domowych, z których 34,5% miało dzieci w wieku poniżej 18 lat, 50,1% to małżeństwa mieszkające razem, 10,0% miało kobietę-gospodarza domu bez męża, a 34,2% to gospodarstwa nierodzinne. 27,1% wszystkich gospodarstw domowych stanowiły osoby samotne, a w 9,1% mieszkała samotnie osoba w wieku 65 lat lub starsza. 
Ludność była rozproszona: 29,2% poniżej 18 roku życia, 7,2% w wieku od 18 do 24 lat, 27,5% w wieku od 25 do 44 lat, 21,0% w wieku od 45 do 64 lat i 15,1% w wieku 65 lat lub starszych. Mediana wieku wynosiła 35 lat. Na każde 100 kobiet przypadało 90,9 mężczyzn.

## Edukacja
Victor Public Schools kształci uczniów od przedszkola do 12 klasy.